# Willie Soon
Willie Wei-Hock Soon (* 1966 in Kangar, Malaysia) ist ein US-amerikanischer Raumfahrtingenieur. Internationale Bekanntheit erlangte er für seine Aktivitäten als Klimawandelleugner. Er zählt zu den bekanntesten Personen, die im Auftrag von konservativen Think Tanks sowie Unternehmen der Fossilenergiebranche Zweifel an der globalen Erwärmung säen.

## Leben und Wirken
Soon studierte nach Schulbesuch in Perlis in Malaysia ab 1980 an der University of Southern California, an der er 1985 seinen Bachelor-Abschluss und 1987 seine Master-Abschluss erwarb und 1991 promoviert wurde (Non equilibrium kinetics in high temperature gases). Er arbeitet seit 1991 in Teilzeit am Harvard-Smithsonian Center for Astrophysics. In Teilen der Presse wird er häufig fälschlich als Astrophysiker an der Harvard University präsentiert, tatsächlich ist er aber Raumfahrtingenieur; auch war er niemals an der Harvard University tätig.

## Positionen

### Klimawandelleugnung
Obwohl fachfremd, erlangte er vor allem durch seine Studien zu Umweltthemen Bekanntheit. Wegen seiner Leugnung der menschengemachten globalen Erwärmung wurde er vielfach von Klimawandelleugnern wie James Inhofe zitiert und durfte auch vor dem US-Kongress sprechen. Seine Kernthese ist, dass der Großteil der Erderwärmung auf die Sonnenaktivität zurückzuführen ist, während der Mensch nur eine geringe Rolle spielt. In der Wissenschaft werden seine Arbeiten größtenteils abgelehnt; unter anderem wird ihm vorgeworfen, veraltete Daten zu nutzen, gefälschte Korrelationen zu publizieren und Hinweise auf menschliche Emissionen zu ignorieren. Auch das Smithsonian-Center, bei dem er beschäftigt ist, distanzierte sich mehrfach von seinen Arbeiten.
1998 verfasste Soon zusammen mit Arthur B. Robinson und Noah E. Robinson ein Begleitschreiben für die Oregon-Petition, das optisch wie ein in der hochrangigen Fachzeitschrift Proceedings of the National Academy of Sciences erschienener Fachaufsatz gestaltet war. Dieses irreführend gestaltete Begleitschreiben fügte schließlich Frederick Seitz der Petition bei und warb zugleich mit seinem Namen und seiner früheren Rolle als Präsident der National Academy of Sciences (NAS) für weitere Unterschriften. Dieses Vorgehen wurde von der NAS verurteilt, die ihrem ehemaligen Vorsitzenden in einer beispiellosen Antwort vorsätzliche Täuschung vorwarf und betonte, dass sich die Meinung von Seitz stark von der Position der Wissenschaft unterschied.
Im Jahr 2003 veröffentlichte Soon gemeinsam mit Sallie Baliunas zwei nahezu identische Artikel im Fachjournal Climate Research und in der Zeitschrift Energy & Environment, in denen sie die aktuelle Erderwärmung als unbedeutend einstuften im Vergleich zu anderen historischen Klimaveränderungen des letzten Jahrtausends. Die Climate-Research-Studie, von der nachträglich bekannt wurde, dass sie vom American Petroleum Institute gesponsert wurde, zog erhebliche Kritik nach sich. Unter anderem veröffentlichten 13 Autoren eine Kritik, in der sie erklärten, dass Soon und Baliunas ihre Ergebnisse falsch wiedergegeben hätten. Nach scharfer fachlicher Kritik wegen methodischer Mängel der Studie distanzierten sich der Herausgeber der Fachzeitschrift, Otto Kinne, und der Chefredakteur, Hans von Storch, von dem veröffentlichten Artikel. Von Storch trat zudem von seinem Posten als Chefredakteur zurück wie auch zwei weitere Redakteure des Journals. Trotzdem wurde die Studie von der damaligen US-Regierung unter George W. Bush als angeblicher Beweis für die Behauptung herangezogen, dass Klimaschutz unnötig sei. Unter anderem wurde die Studie vom Senator Jim Inhofe als Beweis dafür angeführt, dass nicht Treibhausgase, sondern die Sonne für die Erderwärmung verantwortlich sei. Vom Marshall Institute wurde sie zudem per Website öffentlich verbreitet. Ebenfalls 2003 veröffentlicht er mit Stephen H. Yaskell ein Buch über das Maunder-Minimum.
Er steht in Verbindung mit einer Reihe von Schlüsselorganisationen, die Zweifel an der globalen Erwärmung verbreiten, unter anderem dem Heartland Institute, dem Competitive Enterprise Institute, der CO2 Coalition. und dem Fraser Institute. Darüber hinaus war er auch für das George C. Marshall Institute tätig gewesen, einen politisch konservativen Think-Tank, der als älteste Klimaleugnerorganisation gilt, Chief Science Researcher beim Science and Public Policy Institute, einem weiteren Think Tank der Klimawandelleugnerszene, und Berater der von der Kohleindustrie finanzierten Greening Earth Society.
Seine Thesen verbreitete Soon auch als Gastredner bei Wahlveranstaltungen der rechtspopulistischen Tea-Party-Bewegung. Im deutschsprachigen Raum werden Soons Arbeiten u. a. in den Leugnernetzwerken EIKE und dem europäischen Arm von CFACT stark rezipiert.

### Weitere Positionen
2007 war Soon Co-Autor einer Studie, der zufolge Eisbären nicht vom Klimawandel bedroht seien. Die republikanische Politikerin Sarah Palin nahm dies zum Anlass, die Streichung der Eisbären von der Liste der geschützten Tierarten zu fordern.
In einem 2011 erschienenen Meinungsbeitrag im konservativen Wall Street Journal behauptete Soon, dass Quecksilber-Emissionen von Kohlekraftwerken gar nicht schlecht seien für Menschen, da es im Körper schützende Proteine und Antioxidantien gebe. Die US-Umweltbehörde EPA habe die gesundheitlichen Gefahren von erfunden, um "die Verwendung von Kohlenwasserstoffen zu bestrafen".
2025 stellte er bei Tucker Carlson eine mathematische Formel vor, die dazu dienen sollte, die Existenz Gottes zu beweisen.

## Finanzierung durch Energiekonzerne
2011 veröffentlichte die Umweltschutzorganisation Greenpeace die Ergebnisse einer Untersuchung, der zufolge Soon über einen Zeitraum von 10 Jahren über 1 Million US-Dollar aus Industrie- und Lobbykreisen erhalten hat. Unter Soons Geldgebern waren demnach u. a. der Ölkonzern ExxonMobil, der Energiekonzern Southern Co., die Lobbygruppe American Petroleum Institute sowie eine Stiftung von Charles Koch. Soon gab den Erhalt der Zahlungen zu, bestritt aber, dadurch beeinflusst worden zu sein. Intern bezeichnete er seine Leistungen, die neben den Auftragsstudien auch öffentliche Auftritte umfassten, als gegenüber Bezahlung "lieferbare Ergebnisse".
Nach 2015 veröffentlichten Dokumenten erhielt er ca. 1,25 Mio. US-Dollar, womit seine Forschungen fast ausschließlich durch Unternehmen der Fossil-Energiebranche finanziert wurden. Zudem soll er den Interessenkonflikt in wissenschaftlichen Papern nicht öffentlich gemacht haben. 2005 erhielt er ca. 410.000 Dollar von dem Kohlekonzern Southern Co. und verpflichtete sich im Gegenzug, Forschungen zu dem Einfluss der Sonne auf den Klimawandel zu publizieren. Daraufhin leiteten verschiedene Fachzeitschriften sowie das Harvard-Smithsonian Center for Astrophysics Untersuchungen wegen der Nichtoffenlegung seiner Finanzierung sowie eines nicht benannten Interessenkonfliktes ein. Die New York Times schreibt, dass Soon bei mindestens 11 Papern auf die Offenlegung seiner Gelder verzichtet und bei mindestens 8 Papern gegen die Ethikrichtlinien der Journale verstoßen habe, in denen er publiziert hat. Im Rahmen der Insolvenz des größten Bergbauunternehmens der Welt, Peabody Energy, kam im Jahr 2016 ans Licht, dass er auch von dieser Firma Geld für seine klimaskeptischen Aktivitäten erhalten hat. 2018 musste er zudem nach einem Gerichtsprozess mehrere seiner Geldgeber offenlegen; dies waren die ExxonMobil Foundation, die Charles G. Koch Foundation und das Kohleunternehmen Southern Company.